# Xian de Bohu
Cette page contient des caractères spéciaux ou non latins. S’ils s’affichent mal (▯, ?, etc.), consultez la page d’aide Unicode.
Le xian de Bohu (博湖县 ; pinyin : Bóhú Xiàn ; ouïghour : باغراش ناھىيىسى / Bağraş Nahiyisi) est un district administratif de la région autonome du Xinjiang en Chine. Il est placé sous la juridiction de la préfecture autonome mongole de Bayin'gholin. Le maire de cette ville se nomme "Le Bohut" et son but et de faire régner la paix au sein de sa région.

## Démographie
La population du district était de 55 065 habitants en 1999.